# Lomatococcus ficiphilus
Lomatococcus ficiphilus är en insektsart som beskrevs av Borchsenius 1960. Lomatococcus ficiphilus ingår i släktet Lomatococcus och familjen ullsköldlöss. Inga underarter finns listade i Catalogue of Life.